# Twa (grupa etniczna)
Twa lub Batwa – ludność pigmejska zamieszkująca tereny Rwandy, Burundi, Demokratycznej Republiki Konga i Ugandy. Ich społeczność liczy blisko 400 tys. osób i zajmuje się głównie myślistwem i garncarstwem.